# Koordaada
Koordaada (auch: Isolotto Cordata, Nyuni) ist eine winzige Insel in Somalia. Sie gehört politisch zu Jubaland.

## Geographie
Die Insel liegt vor der Küste der Halbinsel Kuwaajuule in Verlängerung von Smiid.
Nach Norden schließt sich Bishikaani an.

## Klima
Als Klima herrscht heißes Steppenklima mit Monsuneinfluss.